# Iarlabag
Iarlabag fue un gobernante de la dinastía guti de Sumer entre ca. 2103  a.  C. y 2088  a.  C. (cronología corta).
Según la Lista Real Sumeria, fue precedido por Igeshaush y sucedido por Ibate